# Seco ocellata
Seco ocellata is een vlindersoort uit de familie van de prachtvlinders (Riodinidae), onderfamilie Riodininae.
Seco ocellata werd in 1867 beschreven door Hewitson.